# المجتمع البريطاني للعوامل المضادة للجراثيم والمعالجة الكيميائية
المجتمع البريطاني للعوامل المضادة للجراثيم والمعالجة الكيميائية (بي اس ايه سي) هي مؤسسة متعددة المهام بريطانية الأصل مع عضوية عالمية لأطباء سريريين وعلماء مع اهتمام اختصاص في تدبير والعلاج بالمضادات الحيوية.بي اس ايه سي اُكتشفت في عام 1971 ومكانها الرئيسي في برمنجهام، المملكة المتحدة.

## النشاطات
نشاطات بي اس ايه سي تتضمن:
- تنشر مذكرة العوامل المضادة للجراثيم والمعالجة الكيميائية.
- تنظم العديد من الجلسات التتعليمية سنويا، ورشات عمل ومؤتمرات صغيرة للأطباء، الباحثين, والعلماء السريريين والأكاديمين.
- تطوير اختبارات وطنية معيارية لتحديد حساسية الكائنات الدقيقة للمضادات الحيوية.[2]
- مراقبة معدل الكائنات الدقيقة الموجودة التي تتمحور في تطوير عدوى التنفس وجرثمة الدم.[3][4]
- العلاج للمريض من الخارج بالحقن بالمضاد الحيوي (أو بي ايه تي) البدائي. أو بي ايه تي تتمحور في تطوير دليل للجسم يتضمن توصيات تدريب جيد، حقيبة ادوات عمل ونظام إدارة المريض لدعم الاطباء السريريين في استعداد مسبق للمضادات الحيوية البدائية بعيدا عن المستشفى في مكان المريض.[5]
- دعوة لوصف مناسب للعوامل المضادة للجراثيم التي تتضمن تنسيق وتسليم المملكة المتحدة بيانات على استهلاك العوامل المضادة للجراثيم للمركز الأوروبي للوقاية من الأمراض ومراقبتها (أي سي دي سي).[6]